# Барток Пречудовий
Барток Пречудовий — мультфільм 1999 року.

## Сюжет
Барток — любитель вуличних вистав. Він може всім і завжди розповідати, який він герой, хоча насправді він просто боягузливий хвалько, і коли приходиться доводити свою хоробрість на ділі — він боїться. Але коли молодого царевича Івана викрадають, потрібний справжній герой, щоб перемогти злу Бабу Ягу і не допустити злу королеву-регента Людмилу на російський трон. І ось Бартоку доводиться самому братися за порятунок спадкоємця і знайти в собі мужність довести його до кінця.